# Mania (mitologia etruska)
Mania lub Manea – w mitologii etruskiej bogini świata podziemnego i śmierci. Zaświatami władała wraz z małżonkiem Mantusem. Była matką duchów.